# Mistrzostwa świata w krykiecie mężczyzn
Mistrzostwa świata w krykiecie (ang. ICC Cricket World Cup) – najważniejszy międzynarodowy turniej w jednodniowej odmianie krykieta, w którym biorą udział męskie drużyny z krajów należących do International Cricket Council.
Zawody, poprzedzone kwalifikacjami, rozgrywane są obecnie co 4 lata. Pierwszy turniej odbył się w 1975 w Anglii. Do 2019 rozegrano ich dwanaście, z których pięć - najwięcej - wygrała reprezentacja Australii. Do 2015 pełni członkowie ICC mieli zapewniony udział, ale w 2019 ograniczono liczbę uczestników z 14 do 10 (spośród pełnych członków Irlandia i Zimbabwe odpadły w kwalifikacjach). Aktualnymi mistrzami (2019) są Anglicy.
Najbliższe mistrzostwa odbędą się w 2023 w Indiach.

## Medaliści mistrzostw świata
| Rok            | Gospodarz                                      | Stadion finałowy                | Finał                                                                    | Finał                                               | Finał                                                                       |
| Rok            | Gospodarz                                      | Stadion finałowy                | Mistrz                                                                   | Wynik                                               | Wicemistrz                                                                  |
| -------------- | ---------------------------------------------- | ------------------------------- | ------------------------------------------------------------------------ | --------------------------------------------------- | --------------------------------------------------------------------------- |
| 1975 Szczegóły | Anglia                                         | Lord’s, Londyn                  | Indie Zachodnie 291 / 8 (60 overów)                                      | Indie Zachodnie wygrały o 17 runów Źródło           | Australia 274 all out (58.4 overów)                                         |
| 1979 Szczegóły | Anglia                                         | Lord’s, Londyn                  | Indie Zachodnie 286 / 9 (60 overów)                                      | Indie Zachodnie wygrały o 92 runy Źródło            | Anglia 194 all out (51 overów)                                              |
| 1983 Szczegóły | Anglia · Walia                                 | Lord’s, Londyn                  | Indie 183 all out (54.4 overów)                                          | Indie wygrały o 43 runy Źródło                      | Indie Zachodnie 140 all out (52 overów)                                     |
| 1987 Szczegóły | Indie · Pakistan                               | Eden Gardens, Kolkata           | Australia 253 / 5 (50 overów)                                            | Australia wygrała o 7 runów Źródło                  | Anglia 246 / 8 (50 overów)                                                  |
| 1992 Szczegóły | Australia · Nowa Zelandia                      | MCG, Melbourne                  | Pakistan 249 / 6 (50 overów)                                             | Pakistan wygrał o 22 runy Źródło                    | Anglia 227 all out (49.2 overów)                                            |
| 1996 Szczegóły | Pakistan · Indie · Sri Lanka                   | Gaddafi Stadium, Lahaur         | Sri Lanka 245 / 3 (46.2 overów)                                          | Sri Lanka wygrała o 7 wicketów Źródło               | Australia 241 / 7 (50 overów)                                               |
| 1999 Szczegóły | Anglia · Walia · Szkocja · Irlandia · Holandia | Lord’s, Londyn                  | Australia 133 / 2 (20.1 overów)                                          | Australia wygrała o 8 wicketów Źródło               | Pakistan 132 all out (39 overów)                                            |
| 2003 Szczegóły | Południowa Afryka · Zimbabwe · Kenia           | Wanderers Stadium, Johannesburg | Australia 359 / 2 (50 overów)                                            | Australia wygrała o 125 runów Źródło                | Indie 234 all out (39.2 overów)                                             |
| 2007 Szczegóły | Indie Zachodnie                                | Kensington Oval, Bridgetown     | Australia 281 / 4 (38 overów)                                            | Australia wygrała o 53 runy (D/L) Źródło            | Sri Lanka 215 / 8 (36 overów)                                               |
| 2011 Szczegóły | Indie · Sri Lanka · Bangladesz                 | Wankhede Stadium, Mumbaj        | Indie 277 / 4 (48.2 overów)                                              | Indie wygrały o 6 wicketów Źródło                   | Sri Lanka 274 / 6 (50 overów)                                               |
| 2015 Szczegóły | Australia · Nowa Zelandia                      | MCG, Melbourne                  | Australia 186 / 3 (33.1 overów)                                          | Australia wygrała o 7 wicketów Źródło               | Nowa Zelandia 183 all out (45 overów)                                       |
| 2019 Szczegóły | Anglia · Walia                                 | Lord’s, Londyn                  | Anglia 241 all out (50 overów) 15/0 (super overów) 23 czwórki, 3 szóstki | Anglia wygrała na zasadzie powrotu do granicy 26-17 | Nowa Zelandia 241 / 8 (50 overów) 15/1 (super overów) 14 czwórek, 3 szóstki |
| 2023 Szczegóły | Indie                                          | Eden Gardens, Kolkata           |                                                                          |                                                     |                                                                             |